# رایان اشلی همفری
رایان اشلی همفری (انگلیسی: Ryan Humphrey؛ زادهٔ ۲۴ ژوئیهٔ ۱۹۷۹) بازیکن بسکتبال اهل ایالات متحده آمریکا است.
از باشگاه‌هایی که در آن بازی کرده‌است می‌توان به ممفیس گریزلیز، اورلندو مجیک، و باشگاه بسکتبال مورسیا اشاره کرد.